# جودي تود
جودي تود (بالإنجليزية: Jodi Tod)‏ هي لاعبة كرة الشبكة نيوزيلندية، ولدت في 4 فبراير 1981.